# Joona Laukka
Joona Laukka (né le 30 juin 1972 à Helsinki) est un coureur cycliste finlandais. Professionnel de 1995 à 2002, il a remporté le Tour de la Région wallonne en 1994. Il a été le premier Finlandais à participer au Tour de France (1997), au Tour d'Italie (1996) et au Tour d'Espagne (1998). Revenu chez les amateurs en 2001 au sein du Bressuire AC, il a terminé la saison à la première place du classement de la Fédération française de cyclisme.
À la fin des années 1990, il déménage avec sa famille en France, où il vit encore. Il devient agent de coureurs dont il est l'un des leaders du marché en France avec Michel Gros.

## Palmarès
- 1989
  -  Champion de Finlande du contre-la-montre juniors
- 1990
  - Champion des Pays nordiques du contre-la-montre par équipes juniors
  -  Champion de Finlande sur route juniors
  -  Champion de Finlande du contre-la-montre juniors
- 1992
  - 2e du Grand Prix de Beuvry-la-Forêt
  - 3e de La Pyrénéenne
  - 3e du Grand Prix de Courtrai
- 1993
  - 4e étape du Tour de Normandie[5]
  - 2e du Tour de la Haute-Marne
  - 3e de Paris-Épernay
  - 3e de l'Internatie Reningelst
- 1994
  - 3e étape du Tour de Franche-Comté[5]
  - Tour de la Région wallonne :
    - Classement général
    - 8e étape (contre-la-montre)

  - 3e du championnat de Finlande du contre-la-montre
- 1996
  -  Champion de Finlande sur route
  -  Champion de Finlande du contre-la-montre
  - 3e de la Route du Sud
- 1997
  - 7e étape du Tour de l'Avenir
- 1999
  - 2e du championnat de Finlande du contre-la-montre
- 2000
  - 3e du championnat de Finlande du contre-la-montre
- 2001
  - Circuit des Communes de la Vallée du Bédat
  - Tour de Corrèze :
    - Classement général
    - 1re étape

  - 3e étape du Tour de la Dordogne
  - 2e du championnat de Finlande du contre-la-montre
  - 2e du Grand Prix de Roquemaure
  - 3e du championnat de Finlande sur route

## Résultats sur les grands tours

### Tour de France
2 participations
- 1997 : 35e
- 1998 : non-partant (13e étape)

### Tour d'Espagne
3 participations
- 1995 : abandon (15e étape)
- 1998 : 85e
- 1999 : 42e

### Tour d'Italie
1 participation
- 1996 : 14e